# Die göttliche Jette
Die göttliche Jette ist eine 1937 erschienene deutsche Musik-Komödie des Regisseurs Erich Waschneck. Der Film feierte am 18. März 1937 Premiere. Für die Hauptdarstellerin Grethe Weiser bedeutete die Komödie den großen Durchbruch. Die Handlung war vom Leben der Sängerin Henriette Sontag inspiriert, die die göttliche Jette genannt wurde.

## Handlung
Die Berliner Coupletsängerin Jette Schönborn tritt zusammen mit ihrer Mutter und ihrer Schwester Paula im Berliner Amor-Theater auf. Dort ist der Tiroler Graf Eugen Opalla Stammgast, der Jette sehr verehrt. Eines Abends sucht Graf Opalla Jette in ihrer Garderobe auf. Obwohl Jette keine Beziehung mit dem Grafen eingehen will, besorgt ihr Opalla einen Termin zum Vorsingen im vornehmen Königstädtischen Theater. Jette, begleitet von dem Inspizienten des Amortheaters Fritz Barsch, Graf Opalla sowie ihrer Mutter und ihrer Schwester, geht zum Vorsingen und versucht sich dort an einer Opernarie. Damit fällt sie zunächst durch. Als sie dann aber ein von Barsch geschriebenes, freches Couplet vorträgt, wird ihr ein Engagement angeboten. Fritz Barsch nimmt sie als Inspizient kurzerhand mit an das Königstädtische Theater. Ihre Auftritte werden ein voller Erfolg, ihre Vorstellungen sind schnell ausverkauft.
Aber nicht alle sind so begeistert von dem neuen Publikumsmagneten. Die Frauen des Theaterdirektors Körting, des Bankdirektors und des Kommerzienrats mögen weder Jette noch ihre frechen Lieder und verhindern mittels einer Intrige Jettes Teilnahme am Empfang nach ihrem 50. Auftritt. Durch den Grafen Opalla erfährt Jette trotzdem davon und erscheint auf der Veranstaltung. Die Damen behandeln die Sängerin herablassend und fahren vorzeitig nach Hause. Jette redet sich bei ihrem Freund Fritz Barsch die Wut von der Seele. Barsch schreibt daraufhin ein freches Lied, das eindeutig auf die Frauen der Direktoren abzielt. Jette trägt das Stück am nächsten Abend vor und wird kurz darauf zusammen mit Barsch verhaftet.
Der Graf Opalla schreitet ein und holt Jette aus dem Gefängnis, indem er ein Verlöbnis mit Jette vortäuscht und erklärt, Jette werde am nächsten Tag Berlin verlassen und mit ihm nach Tirol gehen. Ihm gelingt es tatsächlich, Jette zur Aufgabe ihrer Karriere zu überreden und sie von einer Hochzeit mit ihm zu überzeugen.
In Tirol angekommen, lernt Jette Eugens Vater kennen. Dieser lässt seinen Sohn wissen, dass sie als Schwiegertochter nicht in Frage kommt. Eugen möchte die Sängerin aber nicht aufgeben. In der Zwischenzeit bereut die Frau des Theaterdirektors Körting mittlerweile ihre Intrige gegen Jette, denn das Theater macht Verluste. Frau Körting gibt Jettes Mutter 2000 Mark. Mit diesem Geld soll Jette nach Berlin zurückgeholt werden. Mutter und Schwester fahren also nach Tirol und sind vom luxuriösen Anwesen des Grafen Opalla so angetan, dass sie Jette nicht sagen, dass in Berlin eine neue Chance auf sie wartet. Wenige Tage später erreicht auch Fritz Barsch Tirol. Ihm gelingt es, mittels einer List, Jette wieder beim Theater zu verpflichten. Die Sängerin entdeckt ihre Gefühle für Fritz Barsch und merkt, dass der Graf Opalla nicht zu ihr passt. Gemeinsam mit Fritz fährt sie nach Berlin zurück.

## Musik
Grethe Weiser singt unter anderem „Ich bin die Frau der 1000 Männer“, „Ich bin ein kleiner Hirtenknab'“ und „Theater, Theater, Theater“. Weiser und de Kowa singen die Duette „Einmal etwas werden, einmal etwas sein“ und „Ich bin ein loser Falter“.

## Kritiken
- Karsten Witte in „Wir tanzen um die Welt“: „Die Darstellung der Jette durch die Weiser hat in ihrer physischen Direktheit, dem untheatralischen Ton und hinreißenden Schmiß durchaus amerikanischen Zuschnitt.“[1]

- Lexikon des internationalen Films: „Vorkriegslustspiel mit Grethe Weiser als allseitig umschwärmtem Revuestar.“[2]

- Thomas Kramer in Reclams Lexikon des deutschen Films (1995): „Ein ausgesprochen gelungenes Porträt des Showgeschäfts um 1900, dessen Alltag in den spitzen Dialogen treffend charakterisiert wird. Selbst die oft gekünstelte Berliner Schnoddrigkeit wirkt hier authentisch, was hauptsächlich an der unverkrampften Rollengestaltung Viktor de Kowas und Grethe Weisers liegt.“

## Hörspielfassung
Im Jahre 1961 produzierte der Bayerische Rundfunk in seiner Reihe Seinerzeit ausverkauft ein 96-minütiges Hörspiel unter dem gleichen Titel. Die Regie führte Heinz-Günter Stamm. Die wichtigsten Sprecher waren:
- Maria Sebaldt: Jette
- Inge Meysel: Leopoldine, ihre Mutter
- Edith Hancke: Paula, ihre Schwester

Zu den weiteren Sprechern gehörten unter anderem Ulrich Beiger, Hans Nielsen, Erika von Tellmann, Hans Zesch-Ballot, Eva L’Arronge, Hans-Jürgen Diedrich, Dieter Hildebrandt und Lisa Helwig.